# Deutsche Gesellschaft für Rheumatologie und Klinische Immunologie
Die Deutsche Gesellschaft für Rheumatologie und Klinische Immunologie e.V. (DGRh) hat mehr als 1.750 Mitglieder und repräsentiert die Rheumatologie in Deutschland. Als gemeinnütziger Verein arbeitet die DGRh unabhängig und ohne Verfolgung wirtschaftlicher Ziele zum Nutzen der Allgemeinheit. Die DGRh ist Mitglied der Arbeitsgemeinschaft der Wissenschaftlichen Medizinischen Fachgesellschaften (AWMF).

## Aufgaben und Ziele
Die Ziele der Gesellschaft sind die Erforschung rheumatischer Erkrankungen sowie der fachliche Austausch über wissenschaftliche Erkenntnisse und praktische Erfahrungen. Die DGRh fördert wissenschaftliche Konzepte der Aus-, Weiter- und Fortbildung von Ärzten und Angehörigen medizinischer Assistenzberufe sowie der Schulung von Patienten. Sie sorgt so dafür, wissenschaftliche Erkenntnisse in angewandte Heilkunde zu übertragen. Die Information ihrer Mitglieder, der Ärzteschaft und der Öffentlichkeit über die Entwicklungen in der Rheumatologie ist wesentlicher Auftrag der DGRh.

## Struktur und Gremien
Die Ziele und Aufgaben werden vom Vorstand mit Unterstützung des wissenschaftlichen Beirats festgelegt und in Arbeitsgemeinschaften, Kommissionen und Arbeitskreisen umgesetzt. Die Geschäftsstelle unterstützt und koordiniert deren Arbeit. In den Gremien der DGRh werden Studien durchgeführt, wissenschaftliche Konzepte erarbeitet und Leitlinien und Berichtswerke erstellt. Sie geben damit die Impulse für die inhaltliche Ausrichtung der DGRh. Auf wissenschaftlichen Tagungen, welche die Gesellschaft regelmäßig organisiert, werden wissenschaftliche Entwicklungen dargestellt und diskutiert. Die Förderung wissenschaftlicher Arbeiten auf dem Gebiet der Rheumaforschung durch Preise und Stipendien sowie die Zusammenarbeit mit anderen Fachorganisationen sind weitere Maßnahmen, mit denen die DGRh ihre Forschungs- und Austauscharbeit verwirklicht.
Eine Besonderheit stellen die beiden Arbeitsgemeinschaften dar. Ursprünglich eigenständige, von der Bundesregierung geförderte Verbünde sind die Arbeitsgemeinschaft Regionaler Kooperativer Rheumazentren (AGRZ) seit 1996 und das Kompetenznetz Rheuma (KNR) seit 2004 unter dem Dach der DGRh angesiedelt. Das KNR vereint alle in der Rheumaforschung aktiven Ärzte und Wissenschaftler aus verschiedenen Institutionen und Fachrichtungen. In der AGRZ sind die regionalen Verbünde von Kliniken, niedergelassenen Rheumatologen und anderen an der Versorgung rheumakranker Menschen beteiligten Berufsgruppen organisiert. Dieses Zusammenspiel von Forschung, Wissenschaft und Praxis unter dem Dach der DGRh sichert die nachhaltige Entwicklung in der Rheumatologie sowie den Transfer in die Patientenversorgung.

## Kooperationen
Um die Weiterbildung der Ärzte auch direkt zu unterstützen, gründete die DGRh gemeinsam mit dem Berufsverband Deutscher Rheumatologen (BDRh) 2004 die Rheumatologische Fortbildungsakademie. Diese setzt im Auftrag ihrer Gesellschafter die Konzepte der Weiter- und Fortbildung für Ärzte und medizinische Assistenzberufe um. Im November 2008 unterzeichneten die DGRh und die Selbsthilfeorganisation Deutsche Rheuma-Liga die Gründungsurkunde für die Rheumastiftung. Mit der Stiftung setzen sich beide Organisationen für Wissenschaft und Forschung auf dem Gebiet der Rheumatologie und eine bessere Lebenssituation rheumakranker Menschen ein.

## Mitglieder
Mitglieder sind Ärzte sowie an der Rheumatologie interessierte Psychologen, Natur- und Sozialwissenschaftler. Sie haben es sich zur Aufgabe gemacht, die Möglichkeiten zur Behandlung von Menschen mit Rheuma zu verbessern. Daneben können auch andere Personen, Verbände, Institutionen oder Organisationen korporative und fördernde Mitglieder werden, sofern sie die Zielsetzung der DGRh unterstützen. Als Angehörige eines DGRh-Gremiums sind die Mitglieder ehrenamtlich tätig.

## Geschichte
Am 27. Januar 1927 wurde die Deutsche Sektion der im Jahr zuvor gegründeten Internationalen Rheumaliga gegründet. Erster Vorsitzender der Sektion wurde Eduard Dietrich, Schriftführer wurde Max Hirsch. Die Mitgliederversammlung bestätigte im August 1927 den Vorschlag des Vorstandes, die Sektion in die „Deutsche Gesellschaft für Rheumabekämpfung“ umzuwandeln. Die erste große Zäsur erlebte die Gesellschaft 1933, als sie sich den Vorgaben der Nationalsozialisten folgend dem sogenannten Führerprinzip unterwarf. Neuer Vorsitzender wurde Heinrich Vogt. Während des Zweiten Weltkrieges kam die Arbeit der Gesellschaft fast vollständig zum Erliegen. 1944 wurde Max Hochrein neuer Vorsitzender.
In der Bundesrepublik Deutschland erfolgte die Neugründung mit der heutigen Bezeichnung, die sich trotz neuen Namens in der Tradition der alten Gesellschaft für Rheumabekämpfung sieht.

## DDR
In der Deutschen Demokratischen Republik wurde zunächst ein „Arbeitskreis Rheumatologie“ gegründet, aus dem 1967 die Deutsche Gesellschaft für Rheumatologie innerhalb der Gesellschaft für klinische Medizin der DDR hervorging. Die Nichtanerkennung der DDR in der Weltgesundheitsorganisation führte auch zu einer Nichtanerkennung der DDR-Gesellschaft in der Europäischen Rheumaliga (EULAR) und der ILAR. Als Reaktion wurde 1969 den Mitgliedern in der DDR eine gleichzeitige Mitgliedschaft in der DGRh untersagt. Im April 1990 fanden in Gera erstmals demokratische Vorstandswahlen in der DDR-Gesellschaft statt. Folgende Vorstandsgespräche führten zu einer Vereinigung der beiden Gesellschaften durch geschlossene Aufnahme der Mitglieder der DDR-Gesellschaft in die DGRh auf dem DGRh-Kongress am 26. September 1990 in Hannover.